# Jiří Müller (malíř)
Jiří Müller (6. dubna 1934 Kamenný Újezd – 3. října 2014 České Budějovice) byl český malíř, grafik, typograf, ilustrátor.

## Život, dílo
Jiří Müller se narodil v jihočeské obci Kamenný Újezd, kde také tvořil a prožil celý svůj život. V letech 1950–1954 vystudoval Vyšší školu uměleckého průmyslu v Praze u profesora Jaroslava Vodrážky. Ve studiu pokračoval do roku 1960 u profesora Karla Svolinského na Vysoké škole uměleckoprůmyslové.
Po studiích se vrátil na jih Čech. Pracoval v oblasti volné a užité grafiky a ilustrace. Byl autorem výtvarného řešení výstav v muzeích kraje, v Jihočeském muzeu a výstav Státní vědecké knihovny České Budějovice ( dnes Jihočeská vědecká knihovna) ve výstavní síni Krajského střediska státní památkové péče a ochrany přírody (dnes NPÚ) na Žižkově náměstí (dnes Náměstí Přemysla Otakara II) v Českých Budějovicích a ve zrušeném klášteře Zlatá Koruna. Provedl řadu grafických úprav knih, katalogů výstav. Je autorem plakátů, pozvánek a exlibris.Ve svých kresbách a obrazech ztvárnil zejména krajinu kolem Kamenného Újezdu. Jeho tématem byla krajina domova a ticha. Působil jako výtvarný redaktor a ilustrátor v nakladatelství Růže v Českých Budějovicích, které v letech 1962–1969 vydalo mnoho publikací přesahujících svým významem v oblasti autorské, ilustrační a grafické úpravy publikací region.
Byl členem Českého fondu výtvarných umělců a členem Asociace jihočeských výtvarníků. Jako člen organizačního výboru mezinárodní přehlídky současného moderního umění Intersalon v Českých Budějovicích připravoval v roce 2001 a v roce 2005 průběh výstavních akcí. Na Intersalonu také v letech 1997–2010 vystavoval. Pravidelně se zúčastňoval výstav v Týně nad Vltavou na Vltavotýnských výtvarných dvorcích.
Jeho díla jsou v Alšově jihočeské galerii, Jihočeském muzeu v Českých Budějovicích a v soukromých sbírkách u nás, ve Francii i v Německu. Zúčastňoval se kolektivních výstav a vystavoval samostatně, nebo společně se svým synem Igorem Müllerem. Zemřel v Kamenném Újezdě 3. října 2014, tři měsíce před úmrtím svého syna.
V roce 1978 obdržel Uměleckou cenu Jihočeského KNV v Českých Budějovicích

### Výstavy samostatné, nebo se synem – výběr
- 1964 – Počátky, Dačice (Grafika)
- 1966 – Praha (Obrazy a grafika)
- 1972 – Jindřichův Hradec a České Budějovice (Grafika)
- 1973 – Strakonice (Obrazy a grafika)
- 1979 – České Budějovice  (Obrazy)
- 1984 – České Budějovice, Státní vědecká knihovna (Jiří Müller: Ilustrace)
- 1988 – Vodňany ( Jiří Müller: Kresby a ilustrace) + aut katalogu
- 2000 – Hluboká nad Vltavou – AJG – (Jiří a Igor Müller: Obrazy – kresby)+ autor katalogu
- 2000 – České Budějovice, Jihočeská vědecká knihovna (Jiří a Igor Müller: Obrazy – kresby)
- 2004 – Nové Hrady, Státní hrad (Krajina nás spojuje Jiří Müller a Gerda Prikowitz)
- 2012 – Hluboká nad Vltavou – Knížecí Dvůr – (Jiří Müller: Kresby, grafika)
- 2014 – České Budějovice ( Jiří Müller: Ilustrace a kresby)
- 2015 – České Budějovice – Wortnerův dům AJG  (Jiří a Igor Müllerovi: Kouzlo rodného kraje)
- 2015 – České Budějovice, Galerie Hrozen (Benefiční výstava pro rodinu malířů Müllerových)

### Výstavy kolektivní – výběr
- 1965 – 20. let architektury a výtvarného umění v jižních Čechách – Hluboká nad Vltavou, Alšova jihočeská galerie (AJG)
- 1968 – 50 let československé grafiky – Hluboká nad Vltavou, AJG
- 1968 – 1. Trienále jihočeských, západočeských a středočeských výtvarných umělců – Cheb, Galerie výtvarného umění
- 1972 – Ladislav Hodný ml. knižní vazby a Jiří Müller, knižní úpravy a ilustrace – České Budějovice, Krajská knihovna + katalog
- 1972 – Jiří Müller, Ladislav Hodný, Marie Valtrová – Hořice, Galerie K
- 1975 – Český jih ve výtvarném umění 1925–1975 – Hluboká nad Vltavou, AJG
- 1978 – Jihočeští výtvarníci – Plzeň
- 1979 – Současné jihočeské výtvarné umění: Malba/Grafika  – Brno, Dům umění města Brna
- 1983 – Čtyři žáci profesora Karla Svolinského – Třebíč, Okresní knihovna
- 1984 – Česká kresba 20. století ze sbírek AJG – Hluboká nad Vltavou, AJG
- 1989 – Třiadvacet žáků profesora Karla Svolinského: volná a užitá grafika – Třebíč, Malovaný dům
- 1990 – Český jih 1990: Současné jihočeské umění 1980–1990 – Hluboká nad Vltavou, AJG
- 1995 – 2012 – Vltavotýnské výtvarné dvorky – Týn nad Vltavou
- 1997 – 2010 – Intersalon – České Budějovice
- 2006 – České umění XX. století – Hluboká nad Vltavou, AJG
- 2010 – Přírůstky do sbírek Alšovy jihočeské galerie 2000–2100 – Hluboká nad Vltavou, AJG
- 2014 – XIV Trienále českého ex libris. – Chrudim, Divadlo Dr. Karla Pippicha

### Ilustrace, typografie, knižní grafika  – výběr
- JESENIN, Sergej Aleksandrovič. Básně. Ilustrace Jiří MÜLLER, překlad Marie MARČANOVÁ. [Praha]: V dílně Vysoké školy uměleckoprůmyslové vytiskl Jiří Eiselt, 1959. 37 stran.
- HALAS, František. Básně. Ilustrace Jiří MÜLLER. V Praze: nakladatel není známý, 1960. 21 stran.
- DVOŘÁK, František, JACHNIN, Boris, ed. a MÜLLER, Jiří, ed. České Budějovice zblízka [grafika]. I. vydání. České Budějovice: Nakladatelství České Budějovice, 1965. 102 stran.
- SEIFER, Jaroslav. Prsten Třeboňské madoně. Bibliofilie. České Budějovice: Nakladatelství České Budějovice. 1966. xiii s. 22 cm.
- WILLENBERG, Jan, MAREŠ, Jan a MÜLLER, Jiří, ed. Soubor 5 kreseb a 1 dřevořezu Jana Willenberga. České Budějovice: Nakladatelství České Budějovice, 1967.
- MERTL, Věroslav. Stín blaženosti: kniha povídek. 1. vyd. České Budějovice: Růže, 1969. 119 s.
- BEZDĚKOVÁ, Zdeňka. Věčný Oněgin. První vydání. České Budějovice: Růže, 1973. 29 stran.
- SUCHOMEL, Josef. Dobrý den, Afriko. 1. vyd. Čes. Budějovice: Jihočeské nakladatelství, 1986. 128 s.
- L'Amour – Láska. Ilustrace Jiří TICHÝ, ilustrace Jan CIHLA, ilustrace Jiří MÜLLER, ilustrace František PETERKA, překlad Adolf KROUPA. [České Budějovice: s.n.], 1970. 4 volné listy.
- ROKYTA, Hugo. Jihočeský zámek korneta Rilka. První vydání. České Budějovice: Růže, 1971. 54 stran.
- MERTL, Věroslav. Poledne. 1. vyd. Praha: Vyšehrad, 1971. 137 s.
- HALLA, Jan. Jan Halla: grafik lidské naděje. Mohelnice: Kroužek sběratelů grafiky Závodního klubu ROH n.p. MEZ Mohelnice, 1972. [16] s.
- Proud: sborník Klubu mladých autorů. 1. vyd. České Budějovice: Růže, 1972. 132 s.
- HŮLKA, Alois. Jan Neruda a Anička Tichá. České Budějovice: Krajská knihovna, 1978. 40 s.
- HEYDUK, Adolf. City v píseň spřádám: výběr z básní a vzpomínek. Ilustrace Miloslav NOVÁČEK. 1. vyd. České Budějovice: Růže, 1978. 192 s.
- ČAREK, Jan. Zem větší než míč. Ilustrace František PETERKA. České Budějovice: Jihočeské nakladatelství, 1979. [21] s.
- PADRTA, Karel.  Josef Beran. Personální bibliografie. České Budějovice: Státní vědecká knihovna 1980. 71 s.
- HŮLKA, Alois. Jan Neruda v dopisech i vzpomínkách. České Budějovice. Státní vědecká knihovna 1980. 61 s.
- Písemnictví v jižních Čechách. České Budějovice : Státní vědecká knihovna, 1981 – 35 s., [32] s. obr. přílohy.
- KRULIŠOVÁ, Jarmila. Andante: životní příběh skladatele Vojtěcha Jírovce. 1. vyd. České Budějovice: Jihočeské nakladatelství, 1983. 226 s.
- MICHAL, Vladimír. Námořník na souši. Vyd. 1. – České Budějovice : Jihočeské nakladatelství, 1984 – 285 s.
- CÍFKA, Stanislav. Jindřich Veselý tvůrce moderního českého loutkářství. České Budějovice : Jihočeské nakladatelství, 1986 – 109 s.
- ZADRAŽIL, Pavel. Hudba noci (1979 – 1986). Ilustrace Jiří MÜLLER. Vyd. 1. České Budějovice: Jihočeské nakladatelství, 1989. 51 s. ISBN 80-7016-010-1
- TUREK, Petr. Kniha o jihočeském hokeji. Vyd. 1. České Budějovice: Jihočeské nakladatelství, 1990. 295 s. ISBN 80-7016-014-4
- SEIFERT, Jaroslav. Polibek na cestu: výbor milostné lyriky. Ilustrace Jiří MÜLLER. 3., upr. vyd. Vimperk: Tina, 1994. 137 s. ISBN 80-85618-25-7
- MÜLLER, Jiří a HANÁČEK, Jiří. Signum hradeckých kanovníků. Brno: [s.n.], 2004. [14] s., [6] l. obr. příl.
- HALAS, František: Básně: dřevoryty, typografie a vazba Jiří Müller ze školy profesora Svolinského ; ve školní dílně Vysoké školy uměleckoprůmyslové vytiskl Jiří Etselt. Praha 1960. 21 s.